# Ирсфелд
Ирсфелд (њем. Uersfeld) општина је у њемачкој савезној држави Рајна-Палатинат. Једно је од 109 општинских средишта округа Вулканајфел. Према процјени из 2010. у општини је живјело 721 становника. Посједује регионалну шифру (AGS) 7233242.

## Географски и демографски подаци
Ирсфелд се налази у савезној држави Рајна-Палатинат у округу Вулканајфел. Општина се налази на надморској висини од 450 метара. Површина општине износи 4,3 km². У самом мјесту је, према процјени из 2010. године, живјело 721 становника. Просјечна густина становништва износи 169 становника/km².